# Anthurium puberulinervium
Anthurium puberulinervium är en kallaväxtart som beskrevs av Thomas Bernard Croat. Anthurium puberulinervium ingår i släktet Anthurium och familjen kallaväxter. Inga underarter finns listade.